# Finále Coupe de la Ligue 2012/2013
Finále Coupe de la Ligue 2012/13 bylo vyvrcholením Coupe de la Ligue, tedy francouzského ligového poháru ze sezóny 2012/13. Střetly se v něm týmy AS Saint-Étienne a Stade Rennais. Mužstvo AS Saint-Étienne vedl jako kapitán francouzský záložník Loïc Perrin, tým Stade Rennais obránce Romain Danzé.
Finálové utkání se odehrálo 20. dubna 2013 na stadionu Stade de France v Saint-Denis. O poločase byl stav 1:0 pro tým AS Saint-Étienne, který nakonec tímto výsledkem soupeře porazil a radoval se z triumfu. Pro AS Saint-Étienne to bylo první vítězství v ligovém poháru. Stade Rennais propásl možnost získat vůbec první triumf v této soutěži.
Ocenění „muž zápasu“ získal Brandão z AS Saint-Étienne, který vstřelil jediný gól utkání.

## Cesta do finále
Zdroj:
| AS Saint-Étienne    | AS Saint-Étienne | AS Saint-Étienne |             | Stade Rennais   | Stade Rennais | Stade Rennais |
| ------------------- | ---------------- | ---------------- | ----------- | --------------- | ------------- | ------------- |
| Soupeř              | Výsledek         | Zápasy           | Kolo        | Soupeř          | Výsledek      | Zápasy        |
| FC Lorient          | 1–1 (3–0 pen.)   | 1–1 venku        | 3. kolo     | Nancy           | 3–2           | 3–2 doma      |
| Sochaux             | 3–0              | 3–0 venku        | Osmifinále  | Arles-Avignon   | 1–0           | 1–0 doma      |
| Paris Saint-Germain | 0–0 (5–3 pen.)   | 0–0 doma         | Čtvrtfinále | Troyes          | 2–1           | 2–1 doma      |
| Lille OSC           | 0–0 (7–6 pen.)   | 0–0 doma         | Semifinále  | Montpellier HSC | 2–0           | 2–0 doma      |

## Detaily zápasu
| 20. duben 2013 21:00 SELČ |        |               |                                                                    |
| AS Saint-Étienne          | 1 – 0  | Stade Rennais | Stade de France, Saint-Denis diváci: 79 000 rozhodčí: Ruddy Buquet |
| Brandão 18'               | Report |               | Stade de France, Saint-Denis diváci: 79 000 rozhodčí: Ruddy Buquet |

| AS Saint-Étienne | Stade Rennais |

| GK                 | 16 | Stéphane Ruffier          |  |     |
| DF                 | 29 | François Clerc            |  |     |
| DF                 | 4  | Kurt Zouma                |  |     |
| MF                 | 20 | Jonathan Brison           |  |     |
| MF                 | 24 | Loïc Perrin               |  |     |
| MF                 | 10 | Renaud Cohade             |  |     |
| MF                 | 11 | Yohan Mollo               |  | 74' |
| MF                 | 18 | Fabien Lemoine            |  |     |
| MF                 | 19 | Josuha Guilavogui         |  |     |
| FW                 | 7  | Pierre-Emerick Aubameyang |  |     |
| FW                 | 14 | Brandão                   |  |     |
| Náhradníci:        |    |                           |  |     |
| GK                 | 30 | Jessy Moulin              |  |     |
| DF                 | 12 | Jean-Pascal Mignot        |  |     |
| DF                 | 13 | Fauzí Ghulám              |  |     |
| DF                 | 26 | Moustapha Bayal Sall      |  |     |
| MF                 | 21 | Romain Hamouma            |  | 74' |
| MF                 | 27 | Mathieu Bodmer            |  |     |
| MF                 | 28 | Ismaël Diomandé           |  |     |
| Trenér:            |    |                           |  |     |
| Christophe Galtier |    |                           |  |     |

| GK                 | 1  | Benoît Costil         |     |       |
| DF                 | 29 | Romain Danzé          |     | 57'   |
| DF                 | 25 | John Boye             |     |       |
| DF                 | 3  | Chris Mavinga         |     |       |
| DF                 | 5  | Jean-Armel Kana-Biyik |     |       |
| MF                 | 15 | Jean II Makoun        |     |       |
| MF                 | 8  | Julien Féret          |     | 90+1' |
| FW                 | 10 | Sadio Diallo          |     |       |
| MF                 | 26 | Vincent Pajot         | 68' |       |
| FW                 | 7  | Jonathan Pitroipa     |     |       |
| FW                 | 9  | Mevlüt Erdinç         |     | 25'   |
| Náhradníci:        |    |                       |     |       |
| GK                 | 16 | Abdoulaye Diallo      |     |       |
| DF                 | 4  | Onyekachi Apam        |     | 57'   |
| DF                 | 20 | John Mensah           |     |       |
| DF                 | 24 | Dimitri Foulquier     |     |       |
| MF                 | 6  | Alou Diarra           |     |       |
| FW                 | 18 | Cheick Diarra         |     | 25'   |
| FW                 | 21 | Víctor Montaño        |     | 90+1' |
| Trenér:            |    |                       |     |       |
| Frédéric Antonetti |    |                       |     |       |

| Muž zápasu: Brandão (Saint-Étienne) Asistenti rozhodčího: Cyril Saint Cricq Lompre Guillaume Debart Čtvrtý rozhodčí: Olivier Thual | Pravidla - 90 minut. - 30 minut prodloužení v případě nerozhodného stavu po řádné hrací době. - Penaltový rozstřel pokud je stav vyrovnaný i po 30 minutách prodloužení. - 7 povolených náhradníků na lavičce každého týmu. - Maximálně 3 střídání hráčů pro každé mužstvo. |